# Porte-musc alpin
Moschus chrysogaster
Espèce
Statut de conservation UICN

 EN A2cd : En danger
Statut CITES
Répartition géographique
Le Chevrotain porte-musc alpin (Moschus chrysogaster) est une espèce de mammifères de la famille des Moschidae. Ce mammifère herbivore forme l'une des sept espèces du genre Moschus.
Le mâle possède une glande qui produit du musc, destiné à attirer les femelles et repousser les mâles rivaux. Cette substance très convoitée par les hommes depuis des millénaires est utilisée dans la fabrication des parfums, de l’encens mais surtout pour la fabrication de médicaments des pharmacopées traditionnelles chinoise, tibétaine et coréenne. Un prélèvement excessif de musc par les chasseurs a mis en danger d’extinction l’espèce.
Il vit en Chine centrale et méridionale et dans l’Himalaya du Sud-Ouest à 2 000–5 000 m d'altitude, où il est considéré comme une espèce distincte de M. leucogaster.

## Étymologie et histoire de la nomenclature
Le nom de genre Moschus est un terme latin signifiant « musc », lui-même un emprunt au grec μόσχος moskhos, emprunté du persan mušk, qui viendrait soit du sanskrit मुष्क muṣká ayant le sens de « testicule », en raison de la forme de la glande soit d’un terme iranien apparenté.
L’épithète spécifique chrysogaster est composé de deux étymons du grec ancien : χρυσός khrusós « or » et  γαστήρ gastḗr « ventre », soit « à ventre doré ».
Le naturaliste britannique Brian Houghton Hodgson, envoyé au Népal de 1820 à 1843 par la Compagnie anglaise des Indes orientales, y étudie la faune, les peuples et leurs religions. Dans une note au Journal of the Asiatic Society of Bengal de mars 1839, il attire l’attention de ses collègues sur la différence de couleur de trois cerfs porte-musc du genre Moschus qu’il distingue par les épithètes spécifiques de Leucogaster, Chrysogaster et Saturatus. Il décrit le Moschus chrysogaster en ces termes: « brun sepia tacheté de rouge doré ; couverture et base des oreilles, tout le dessous du corps, d’une riche couleur rouge doré ou orange ; l’arrière-train brun noir ; les membres dessous la flexion centrale, flavescents ».

## Description
Le porte-musc alpin M. chrysogaster ressemble à un petit chevreuil. Mais à la différence des cervidés, le mâle ne porte pas de bois sur la tête et sa mâchoire supérieure est dotée d'une paire de longues canines qui poussent tout au long de sa vie et peuvent mesurer jusqu'à 7 à 10 cm de long sur les sujets âgés. Lorsque les mâles se battent pour défendre leur territoire, ils peuvent s’infliger de sérieuses blessures avec leurs canines acérées. Les femelles possèdent aussi des canines mais elles n’ont pas de croissance continue.
Le mâle possède aussi une glande qui produit du musc. Située entre l’ombilic et le pénis, la paroi glandulaire secrète un liquide visqueux jaunâtre, qui s’accumule dans une poche et devient rouge brun en vieillissant puis fonce encore quand il est prélevé. L’ouverture de la poche se trouve au niveau de l’extrémité du pénis permettant à l’animal de mélanger à volonté la sécrétion musquée avec son urine (Shrestha, 1989).
Son odeur puissante sert à attirer les femelles au moment des accouplements. Mélangé à l'urine, le musc sert aussi à marquer le territoire et écarter les mâles rivaux au cours de la saison de reproduction. Cette substance convoitée par les hommes depuis des millénaires est utilisée dans la fabrication de parfums, savons et préparations médicinales. Les porte-muscs alpins des deux sexes possèdent aussi une glande caudale, à la base de la queue, qui sert à marquer le territoire.
L'animal mesure de 85 à 100 cm de long et de 40 à 50 cm de hauteur au garrot, pour un poids de 10 à 15 kg. C’est un animal robuste, avec de longues oreilles, le dos courbé, des membres antérieurs plus courts que les membres postérieurs. Comme tous les porte-muscs, il a quatre doigts (2345): les deux doigts centraux (34) larges et les deux latéraux ou ergots (35) situés plus hauts et plus pointus. Les sabots (ou ongles) des membres arrière sont inégaux, l’intérieur (3) étant beaucoup plus long que l’extérieur (4) ; il en est de même des ergots, dont l’interne est aussi plus long que l’externe. De même pour les membres antérieurs, deux ergots touchent la terre. Cette morphologie lui assure une prise ferme sur un sol escarpé ou même sur un tronc d’arbre incliné et limitent l’enfoncement dans la neige.  Il court en bondissant comme un lapin.
Morphologiquement proche de Moschus leucogaster, le porte-musc alpin s’en distingue par un caractère spécifique de son pelage : la couleur orangé de sa face ventrale qui lui a valu le nom de chrysogaster « à ventre doré », alors que M. leucogaster a une face ventrale qui va du gris au blanc.
Sa queue très courte est glabre, à l’exception de l’extrémité qui possède une petite touffe de poils.

## Répartition et habitat

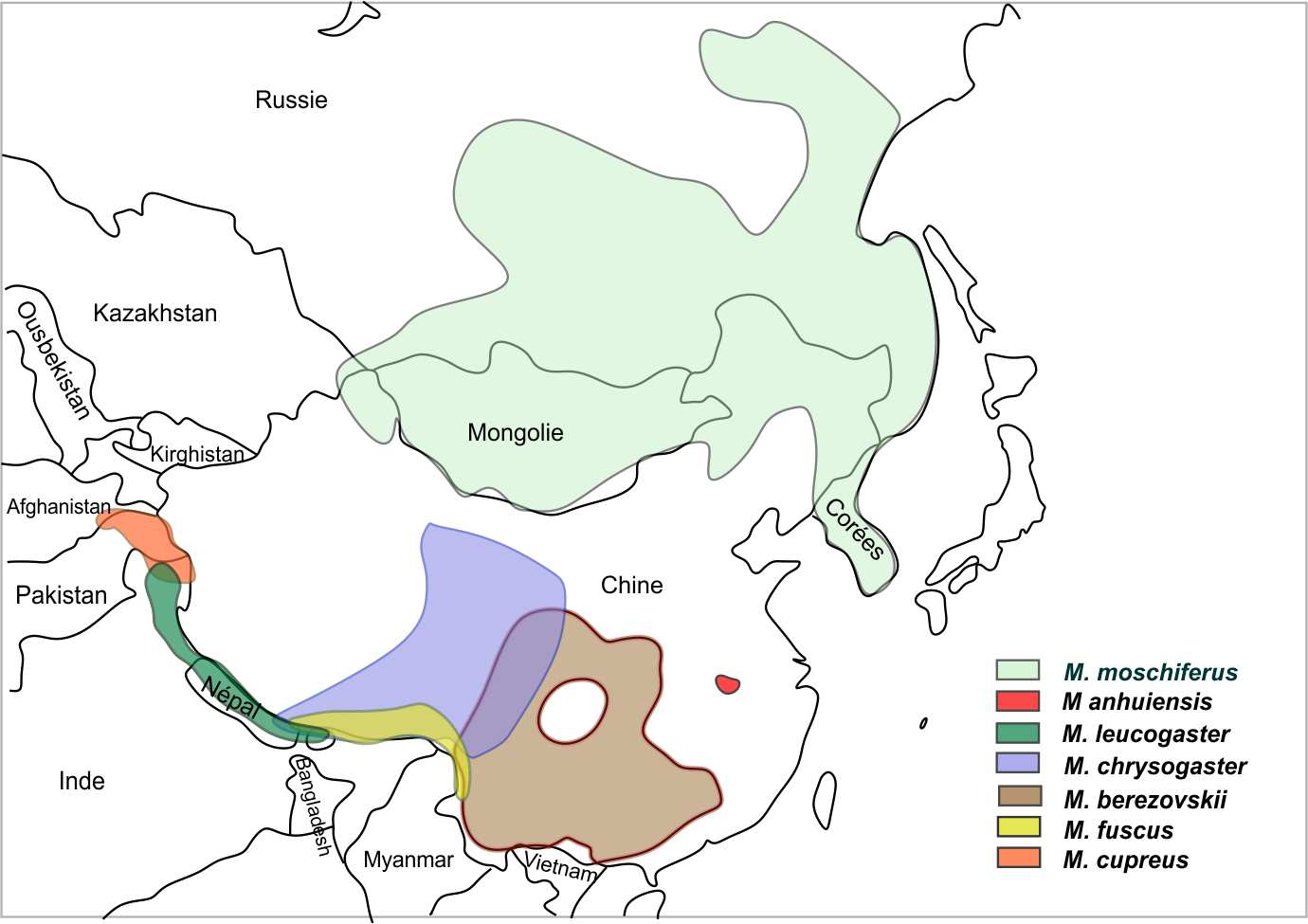
Carte de répartition des 7 espèces de Moschus
M. chrysogaster en mauve

Les populations du porte-muscs alpins se trouvent sur les hauts plateaux de Chine centrale et méridionale (S Gansu, S Ningxia, Qinghai, W Sichuan, S Tibet et N Yunnan), dans l’Himalaya du Sud-Ouest : Inde du Nord-Est, Bhoutan et Népal. Les porte-muscs présents en Afghanistan et au Pakistan sont des Moschus cupreus.
En 1842, Hudgson indiquait qu’il vivait dans les « hautes montagnes de l’intérieur du Tibet, en particulier vers la frontière chinoise, où se trouve presque exclusivement le premier et plus beau Chrysogaster ».
L’espèce vit sur les hauts plateaux dénudés de montagne entre 2 000 et 5 000 m d’altitude. Elle occupe les prairies, les broussailles ou les forêts de sapins, préférant généralement les pentes ombragées plus abruptes avec moins de perturbations humaines. Dans l’Ouest du Sichuan, là où il est en présence de Moschus berezovskii, il habite les altitudes les plus élevées, au-dessus de 2 000 m, généralement de 4 000 à 4 500 m par rapport aux 1 000–2 500 m de M. berezovskii.

## Écologie
Le porte-musc alpin est un animal solitaire, timide et crépusculaire.
C’est un ruminant qui se nourrit principalement d’arbustes, de plantes herbacées, de feuilles, de mousses, de lichens, de jeunes pousses, et de brindilles (Green, 1987). La proportion de feuilles et de pousses tendres dans l'alimentation est la plus élevée au printemps et en été, puis viennent les bourgeons et les fleurs à la fin de l'été, et les feuilles, les brindilles et les fleurs des plantes herbacées et des arbustes plus tard dans l'année.
Ses principaux prédateurs sont la martre à gorge jaune, le renard, le loup, le lynx et surtout l’Homme.
La densité de population est de 3,9 aux km2 dans les habitats arides et monte jusqu’à 71 aux km2 dans les zones à fortes précipitations. La densité est plus faible dans les zones où il y a une forte couche de neige, et où ils entrent en compétition avec le goral, le saro et les animaux domestiques.
La saison des accouplements se fait en novembre-décembre. Cinq à six mois plus tard, les naissances ont lieu. Les nouveau-nés restent cachés dans un endroit isolé, pendant deux mois, visités seulement par leur mère au moment des repas.
Le porte-musc alpin est sédentaire, il a tendance à garder le même territoire. Le territoire de la femelle fait environ 10 ha et celui du mâle est plus grand puisqu’il recouvre les territoires de plusieurs femelles. Les mâles adultes sont territoriaux.
La communication entre individus est basée avant tout sur l’odorat. Les individus défèquent toujours aux mêmes endroits appelés « latrines ». Ils s’accroupissent pour uriner et déféquer. Mâles et femelles marquent leur territoire en se frottant l’arrière-train le long d’arbres ou de rochers pour laisser l’empreinte olfactive de la sécrétion visqueuse de leur glande caudale. Au moment du rut, quand le mâle urine, il mélange du musc à son urine qui prend une couleur rougeâtre et développe une forte odeur.
La durée de vie moyenne des individus sauvages est de 3,1 ans. En captivité, certains peuvent vivre jusqu’à 17 ans.
| Reproduction               |                        |                      |
| Intervalle de reproduction | Saison de reproduction | Portée               |
| 1 fois/an                  | novembre-décembre      | 1                    |
| Durée de gestation         | Âge du sevrage         | Maturité sexuelle ♂♀ |
| 150 à 195 jours            | 3-4 mois               | 16 à 24 mois         |

## Menaces
D’après l’UICN, l’espèce M. chrysogaster a été classée comme « en danger » sur la Liste rouge des espèces menacées, en raison d’un déclin considérable de sa population estimé à plus de 50 % en trois générations (sur environ 21 ans). Les causes sont la surexploitation, le rétrécissement de la distribution, la destruction et la dégradation de l’habitat. D’après une estimation largement répétée mais mal documentée, il y aurait eu 180 000 individus sauvages en Chine dans les années 1960 et 1970 puis environ 100 000 dans les années 1990 (Sheng 1998). Aucune information substantielle n’a été reçue depuis.
M. chrysogaster est inscrit à l’Annexe I de la CITES en Afghanistan, Inde, Népal et Pakistan, et à l’Annexe II (moins menacée) au Bhoutan et en Chine.
Le musc de meilleure qualité est produit durant la saison des accouplements, de décembre à janvier. Il se présente alors comme une poudre granuleuse d’un brun rouge foncé, pourvue d’une forte odeur. En novembre, avril-mai-juin, la qualité du musc est inférieure. Il se présente sous une forme pâteuse, d’un blanc crémeux, et d’une odeur moins puissante. Pour prélever le musc, les animaux sauvages sont tués, en posant des collets ou en utilisant des armes à feux et des chiens. En général, sont mis à mort indistinctement femelles, juvéniles et mâles, bien que ces derniers soient les seuls à produire du musc. La poche de musc est découpée sur l’animal ; elle contient environ 25 g de musc. Le musc se vend sur le marché international jusqu’à 45 000 $ le kilo (pour 40 porte-muscs tués). Ce genre de braconnage est facile à accomplir et difficile à stopper.
Pour éviter le braconnage, des efforts pour développer l’élevage en captivité des porte-muscs alpins ont été déployés. Le musc est prélevé en procédant à un curetage de la glande à musc avec une cuillère. L’animal n’est pas tué mais traumatisé. Il y a une forte mortalité dans les fermes d’élevage en raison du trauma, de la pneumonie et des diarrhées.
Les fermes d’élevage servent aussi à fournir des individus pour les réintroduire dans des populations sauvages.

## Liste des sous-espèces
Il existe 2 sous-espèces vivant en Chine :
- Moschus chrysogaster chrysogaster (Hodgson 1839) distribué dans les zones alpines du Nord-Est de l’Inde, Népal, Bhoutan, et Sud du Tibet, entre 2 800 et 4 000 m. En Inde, il est présent au Sikkim, Arunachal Pradesh et peut-être Uttarakhand
- Moschus chrysogaster sifanicus (Buechner 1891) distribué en Chine dans le Sud Gansu, O Sichuan, Qinghai, N Ningxia, SE Tibet et N Yunnan[13].